# Demarcación hidrográfica

Mapa de la España peninsular y Baleares con las distintas demarcaciones hidrográficas oficiales.

Demarcación Hidrográfica es la zona terrestre y marinas compuestas por una o varias cuencas hidrográficas vecinas y las aguas de transición, subterráneas y costeras asociadas a dichas cuencas. Siendo la cuenca hidrográfica la superficie de terreno cuya escorrentía superficial fluye en su totalidad a través de una serie de corrientes, ríos y eventuales lagos hacia el mar por una única desembocadura, estuario o delta.

## Demarcaciones hidrográficas españolas
Las demarcaciones hidrográficas españolas son clasificables del siguiente modo:
- Demarcaciones hidrográficas intracomunitarias:

1. Demarcación Hidrográfica de Galicia-Costa.
2. Demarcación Hidrográfica de las Cuencas Internas del País Vasco.
3. Demarcación Hidrográfica de las Cuencas Internas de Cataluña.
4. Demarcación Hidrográfica del Tinto, Odiel y Piedras.
5. Demarcación Hidrográfica del Guadalete y Barbate.
6. Demarcación Hidrográfica de las Cuencas Mediterráneas de Andalucía.
7. Demarcación Hidrográfica de las Islas Baleares.
8. Demarcaciones Hidrográficas de las Islas Canarias.

- Demarcaciones hidrográficas con cuencas intercomunitarias situadas en territorio español:

1. Demarcación Hidrográfica del Guadalquivir.
2. Demarcación Hidrográfica del Júcar.
3. Demarcación Hidrográfica del Segura.

- Demarcaciones Hidrográficas correspondientes a las cuencas hidrográficas compartidas con otros países:

1. Parte española de la Demarcación Hidrográfica del Miño-Sil.
2. Parte española de la Demarcación Hidrográfica del Cantábrico.
3. Parte española de la Demarcación Hidrográfica del Duero.
4. Parte española de la Demarcación Hidrográfica del Tajo.
5. Parte española de la Demarcación Hidrográfica Guadiana.
6. Parte española de la Demarcación Hidrográfica Ebro.
7. Parte española de la Demarcación Hidrográfica Ceuta.
8. Parte española de la Demarcación Hidrográfica Melilla.